# Jacek Jaracz
Jacek Jaracz (ur. 17 czerwca 1966 w Wołowie) – polski zapaśnik sumo, żołnierz zawodowy.

## Życiorys

### Zapasy
Od 1983 uprawiał zapasy w klubie WKS Śląsk Wrocław, gdzie jego trenerem był Jerzy Adamek. Swój największy sukces w zapasach odniósł w 1993, zostając mistrzem Polski w stylu klasycznym, w kategorii 130 kg. Pięciokrotnie startował w mistrzostwach Europy (1994, 1995, 1996, 1999, 2001) i trzykrotnie w mistrzostwach świata (1995, 1997, 2001), ale bez sukcesów (najwyższa pozycja 11 w MŚ 95'). Zdobył natomiast brązowy medal mistrzostw świata wojskowych w 2001. W 2011 został wicemistrzem świata weteranów Dywizji B w kategorii 130 kg.

### Sumo
W 1998 pierwsze dla Polski brązowe medale mistrzostw świata w sumo w kategorii open i drużynowo. W 1999 zdobył w tej imprezie srebrny medal drużynowo, w 2000, 2002, 2006, 2008 brązowy drużynowo, w 2004 srebrny w kat. open. W mistrzostwach Europy zdobywał 1 m. (2000 drużynowo) 2 m. (1999 drużynowo, 2000 kat. +115 kg, 2001 kat. open, 2002 kat. open) 3 m. (1998 drużynowo, 2001 drużynowo, 2002 drużynowo, 2003 kat. open, 2004 drużynowo, 2005 +115 kg i drużynowo, 2006 drużynowo, 2007 +115 kg i drużynowo, 2008 +115 kg i drużynowo, 2009 drużynowo, 2010 drużynowo). Waży 135 kg.